# Bombardeo a la escuela de Bilohorivka
El bombardeo a la escuela de Bilohorivka sucedió el 7 de mayo de 2022 cuando una escuela en Bilohorivka, Óblast de Lugansk, fue bombardeada por las fuerzas rusas en la batalla de Severodonetsk durante la invasión rusa de Ucrania de 2022. Se confirmó la muerte de al menos dos personas, mientras que las autoridades dijeron que el número real de muertos era cercano a 60.
Unas noventa personas se estaban refugiando dentro del sótano del edificio en ese momento, que, según el presidente Volodímir Zelenski, era la mayoría de la población de la aldea. El edificio fue alcanzado por un ataque aéreo ruso, incendiándolo y atrapando a un gran número de personas en su interior.

## Repercusiones
Al menos 30 personas fueron rescatadas. Se confirmó que dos personas habían muerto, pero el gobernador de Luhansk Oblast, Serhiy Haidai, dijo que se creía que las 60 personas restantes habían muerto.

## Reacciones
El ataque fue condenado por el ministro de relaciones exteriores de Ucrania, y el Secretario general de la ONU, António Guterres, quien dijo que estaba "consternado" por el ataque.
Liz Truss, la canciller británica, dijo que estaba "horrorizada" y describió el ataque como un crimen de guerra.